# Mario Chalmers
Almario Vernard „Mario“ Chalmers (* 19. Mai 1986 in Anchorage, Alaska, Vereinigte Staaten) ist ein US-amerikanischer Basketballspieler, der den Großteil seiner Karriere in der NBA für die Miami Heat aktiv war.

## Karriere

### College

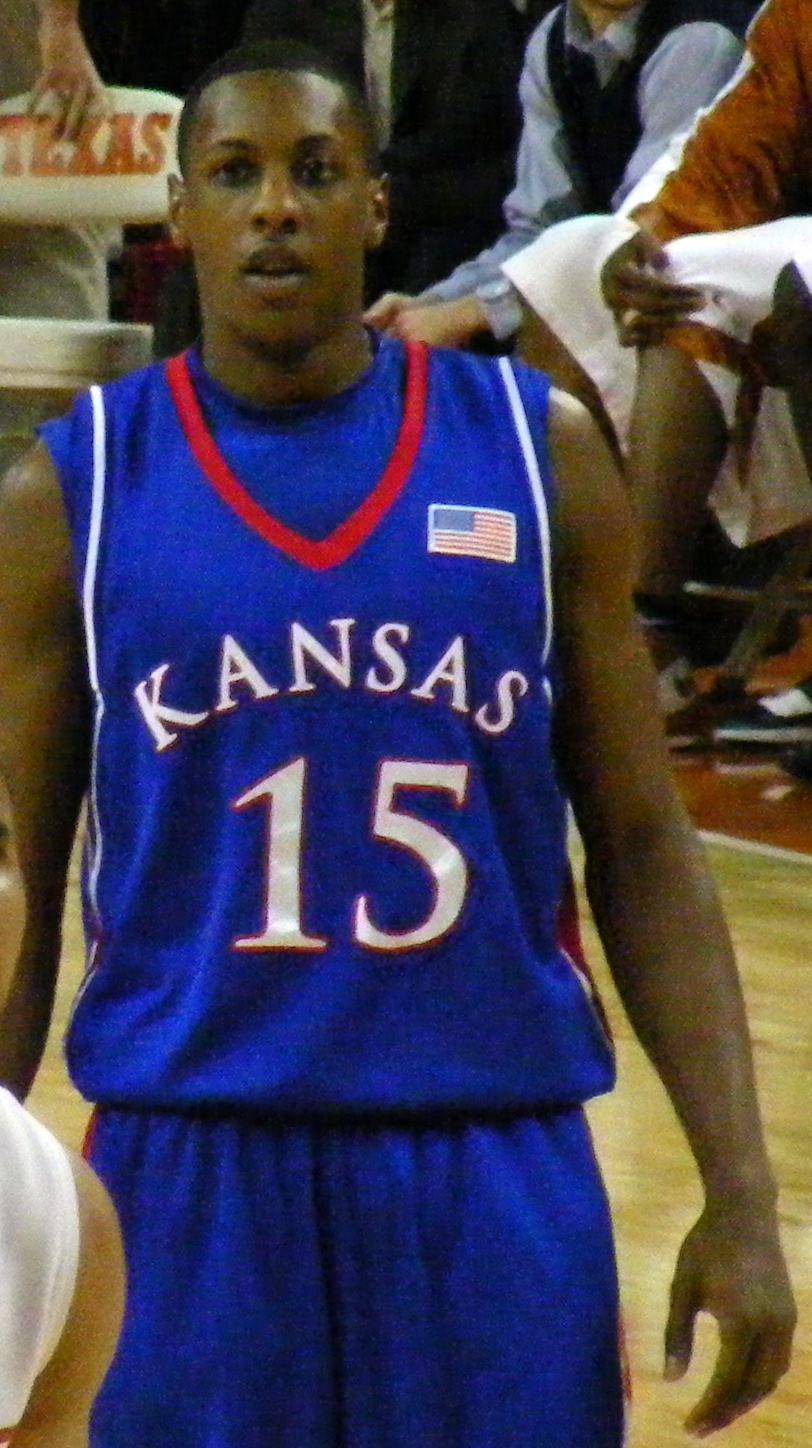
Chalmers bei den Kansas Jayhawks

Chalmers war in Alaska einer der begabtesten Jugend-Basketballspieler, ehe er 2004 von der University of Kansas in die dortige Jayhawks-Mannschaft aufgenommen wurde. Bei KU etablierte er sich als guter Punktesammler (12 Punkte pro Spiel) und sehr guter Defensivspieler, der 2,5 Steals pro Spiel erreichte und zweimal ins All-Defensive Team seiner Conference gewählt wurde.
Im Jahr 2008 führte er die Jayhawks ins NCAA-Division-I-Basketball-Championship-Finale, wo sie auf die Memphis Tigers trafen. Mit dem Schlusspfiff warf Chalmers einen Dreier, der KU in die Verlängerung rettete, wo die Jayhawks schließlich gewannen. Chalmers wurde als MVP (wertvollster Spieler) der Finalrunde ausgezeichnet.

### NBA
Im NBA-Draft von 2008 wurde Chalmers von den Minnesota Timberwolves an 34. Stelle ausgewählt, jedoch direkt an die Miami Heat weitergegeben. An der Seite von Superstar Dwyane Wade startete Chalmers in allen 82 Saisonspielen und erzielte im Schnitt 10,0 Punkte und 4,9 Assists. Darüber hinaus etablierte er sich mit 160 Steals (2,0 pro Spiel) als drittbester Balldieb der Liga. Mit den Heat schaffte es Chalmers in die NBA-Playoffs 2009.
Nach der Verpflichtung von LeBron James und Chris Bosh vor der Saison 2010/2011 blieb Chalmers als einer der wenigen Spieler der Vorsaison Teil des personell stark veränderten Kaders der Heat. Er erreichte mit der Mannschaft das NBA-Finale 2010/11, in dem die Heat den Dallas Mavericks in sechs Spielen unterlagen. Chalmers konnte in dieser Serie erhebliche Einsatzzeit für sich verbuchen.

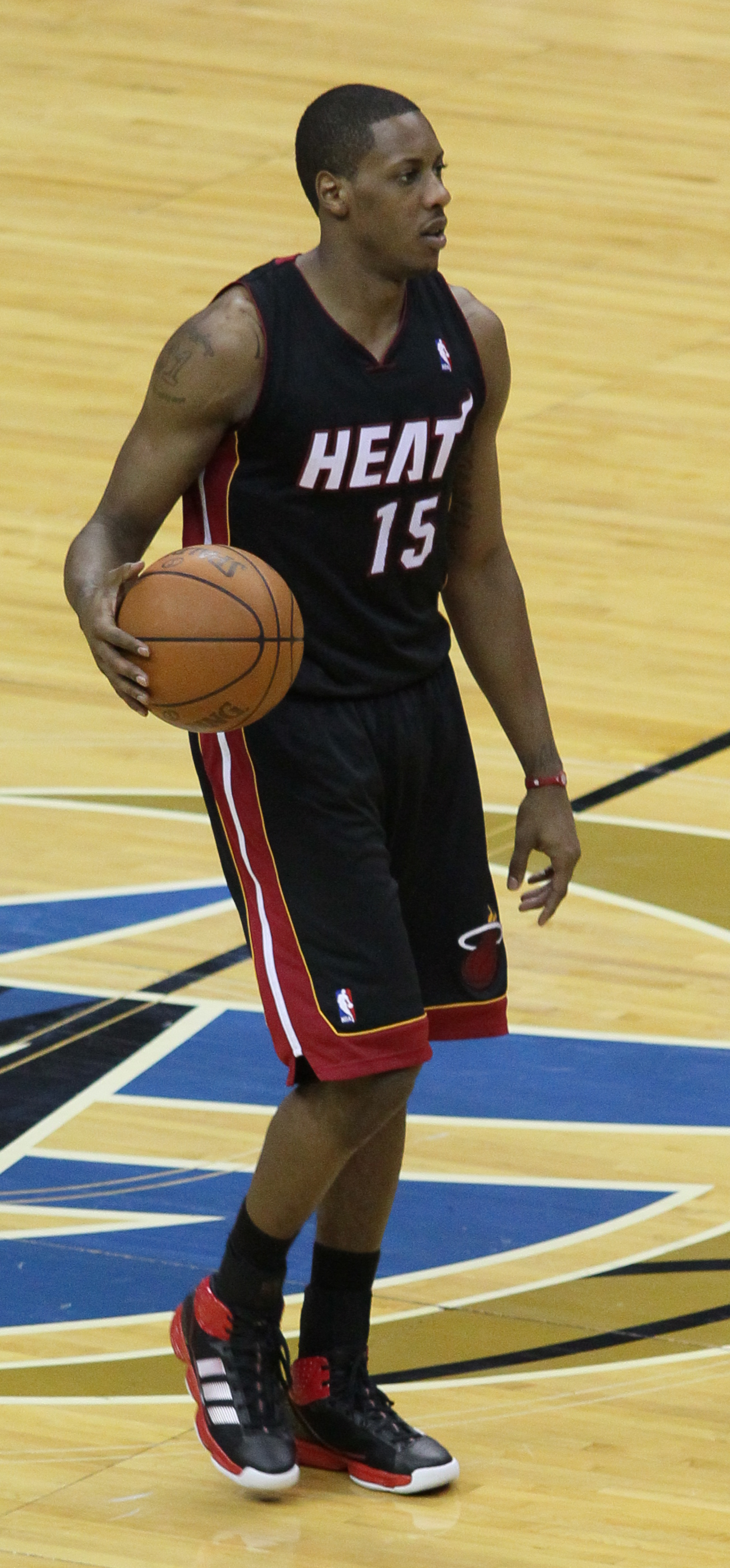
Chalmers im Jahr 2010

Auch 2011/12 schafften es die Heat erneut ins Finale und konnten diesmal die Serie gegen die Oklahoma City Thunder mit 4:1 gewinnen. Damit feierte Chalmers seinen ersten NBA-Titel. 2013 gelang ihm mit den Heat die Titelverteidigung, 2014 der erneute Finaleinzug, doch man verlor gegen die San Antonio Spurs. Chalmers war in diesen Jahren ein wichtiges Mitglied der Rotation und startender Point Guard der Heat.
Nachdem LeBron James die Heat 2014 verlassen hatte, übernahm Chalmers eine größere Verantwortung bei den Heat und erzielte einen Karriererekord von 10,2 Punkte im Schnitt. Jedoch wurden die Playoffs verpasst.
Im November 2015 wurde Chalmers unter anderem für Beno Udrih zu den Memphis Grizzlies transferiert.
Am 10. März 2016 war für ihn die Saison beendet, nachdem er sich in einem Spiel für die Grizzlies seine rechte Achillessehne gerissen hatte. Kurz darauf wurde er vom Team entlassen.

## Privatleben
Chalmers ist Sohn von Almarie und Ronnie Chalmers und hat eine ältere Schwester namens Roneka. Er ist Vater eines Sohnes.

## Sonstiges
Chalmers sorgte für Aufsehen, als er gemeinsam mit seinem KU-Kollegen Darrell Arthur und zwei Frauen in einem Hotelzimmer mit „starkem Marihuana-Geruch“ gefunden wurde. Beide wurden zu einer Zahlung von 20.000 US-Dollar verurteilt.